# Acanthurus fowleri
Acanthurus fowleri is een  straalvinnige vissensoort uit de familie van doktersvissen (Acanthuridae). De wetenschappelijke naam van de soort is voor het eerst geldig gepubliceerd in 1951 door de Beaufort.